# トムスク (小惑星)
トムスク (4931 Tomsk) は、小惑星帯の小惑星である。ラ・シヤ天文台でアンリ・ドゥブオーニュとジョヴァンニ・デ・サンクティスが発見した。
ロシアの都市トムスクに因んで名付けられた。